# Servicio de Inteligencia Naval
El Servicio de Inteligencia Naval (SIN) fue un servicio de inteligencia militar ligado a la Armada de Chile, que operó en conjunto a otros organismos similares como el Servicio de Inteligencia Militar (SIM) y el Servicio de Inteligencia de la Fuerza Aérea (SIFA), controlado por la Fuerza Aérea de Chile.

## Historia
Su aparición se hizo pública antes del golpe de Estado de 1973, con el objetivo de investigar y reprimir a suboficiales, funcionarios y marinos que eran leales al Gobierno de Salvador Allende.
Tras el Golpe, funcionó en puertos como Talcahuano (Fuerte Borgoño, Base Naval y la Isla Quiriquina), Punta Arenas y principalmente en la ciudad de Valparaíso, donde operó en la sede de la Academia de Guerra Naval en conjunto con el Servicio de Inteligencia de la Comandancia de Área Jurisdiccional de Seguridad Interior (SICAJSI) donde fue uno de los principales organismos represivos en aquella ciudad.
El SIN estuvo a cargo de llevar a cabo torturas e interrogatorios a simpatizantes y militantes de partidos políticos de izquierda afines al Gobierno de la Unidad Popular. Dentro de los vejámenes consignados en el Informe Valech, estaban las torturas físicas, psicológicas y agresiones sexuales. Asimismo, colaboró con la Dirección de Inteligencia Nacional en la persecución de militantes del Movimiento de Izquierda Revolucionaria.
Posteriormente en 1986, adquiere el nombre actual de Dirección de Inteligencia de la Armada (DIRINTA).